# Alessandro Pier Guidi
Alessandro Pier Guidi (ur. 18 grudnia 1983 w Tortonie) – włoski kierowca wyścigowy.

## Kariera
Pier Guidi rozpoczął karierę w międzynarodowych wyścigach samochodowych w 2002 roku od startów we Włoskiej Formule Renault. Z dorobkiem czternastu punktów został sklasyfikowany na osiemnastej pozycji w końcowej klasyfikacji kierowców. W późniejszych latach Włoch pojawiał się także w stawce Spanish GT Championship, Italian GT Championship, Mil Milhas Brasil, International GT Open, FIA GT Championship, F3000 International Masters, A1 Grand Prix, Superleague Formula, Trofeo Maserati Europe, FIA GT1 World Championship, GT4 European Cup, Superstars Championship Italy, Trofeo Maserati Europe, Superstars International Series, International GT Sprint Series, FIA GT3 European Championship, Blancpain Endurance Series, Copa de España de Super GT, Gulf 12 Hours, Grand American Rolex Series, FIA Endurance Trophy for GT AM drivers, FIA World Endurance Championship, GT Asia, British GT Championship, European Le Mans Series, Stock Car Brasil oraz United SportsCar Championship.

## Wyniki
| Legenda oznaczeń w tabelach wyników | Legenda oznaczeń w tabelach wyników                              |
| Oznaczenie                          | Wyjaśnienie                                                      |
| ----------------------------------- | ---------------------------------------------------------------- |
| Złoty                               | Zwycięstwo                                                       |
| Srebrny                             | 2. miejsce                                                       |
| Brązowy                             | 3. miejsce                                                       |
| Zielony                             | Miejsce punktowane (miejsce klasyfikowane w klasyfikacji sezonu) |
| Niebieski                           | Miejsce niepunktowane (niesklasyfikowanie w klasyfikacji sezonu  |
| Niebieski                           | Niesklasyfikowany (NS)                                           |
| Różowy                              | Nie ukończył (NU)                                                |
| Czarny                              | Zdyskwalifikowany (DK)                                           |
| Czarny                              | Wykluczony (WYK)                                                 |
| Biały                               | Nie wystartował (NW)                                             |
| Biały                               | Wyścig odwołany (OD)                                             |
| Bez koloru                          | Wycofany (WYC)                                                   |
| Bez koloru                          | Nie został zgłoszony (–)                                         |
| Pogrubienie                         | Pole position                                                    |

### FIA GT1 World Championship
| Sezon | Zespół                   | Samochód | Wyniki w poszczególnych rundach | Wyniki w poszczególnych rundach | Wyniki w poszczególnych rundach | Wyniki w poszczególnych rundach | Wyniki w poszczególnych rundach | Wyniki w poszczególnych rundach | Wyniki w poszczególnych rundach | Wyniki w poszczególnych rundach | Wyniki w poszczególnych rundach | Wyniki w poszczególnych rundach | Wyniki w poszczególnych rundach | Wyniki w poszczególnych rundach | Wyniki w poszczególnych rundach | Wyniki w poszczególnych rundach | Wyniki w poszczególnych rundach | Wyniki w poszczególnych rundach | Wyniki w poszczególnych rundach | Wyniki w poszczególnych rundach | Wyniki w poszczególnych rundach | Wyniki w poszczególnych rundach | Poz. | Punkty | Źródło |
| ----- | ------------------------ | -------- | ------------------------------- | ------------------------------- | ------------------------------- | ------------------------------- | ------------------------------- | ------------------------------- | ------------------------------- | ------------------------------- | ------------------------------- | ------------------------------- | ------------------------------- | ------------------------------- | ------------------------------- | ------------------------------- | ------------------------------- | ------------------------------- | ------------------------------- | ------------------------------- | ------------------------------- | ------------------------------- | ---- | ------ | ------ |
| 2010  | Triple H Team Hegersport | Maserati | ABU                             | ABU                             | SIL                             | SIL                             | BRN                             | BRN                             | CPR                             | CPR                             | SPA                             | SPA                             | NÜR                             | NÜR                             | ALG                             | ALG                             | NAV                             | NAV                             | INT                             | INT                             | SAN                             | SAN                             | 38   | 8      | [ 1 ]  |
| 2010  | Triple H Team Hegersport | Maserati | –                               | –                               | –                               | –                               | –                               | –                               | –                               | –                               | –                               | –                               | NU                              | 9                               | 18                              | 19                              | 2                               | 11                              | –                               | –                               | –                               | –                               | 38   | 8      | [ 1 ]  |

### FIA World Endurance Championship
| Sezon     | Zespół           | Klasa     | Samochód               | Silnik                 | Wyniki w poszczególnych rundach | Wyniki w poszczególnych rundach | Wyniki w poszczególnych rundach | Wyniki w poszczególnych rundach | Wyniki w poszczególnych rundach | Wyniki w poszczególnych rundach | Wyniki w poszczególnych rundach | Wyniki w poszczególnych rundach | Wyniki w poszczególnych rundach | Pozycja | Punkty | Źródło |
| --------- | ---------------- | --------- | ---------------------- | ---------------------- | ------------------------------- | ------------------------------- | ------------------------------- | ------------------------------- | ------------------------------- | ------------------------------- | ------------------------------- | ------------------------------- | ------------------------------- | ------- | ------ | ------ |
| 2014      | AF Corse         | LMGTE Am  | Ferrari 458 Italia GT2 | Ferrari 4.5 L V8       | SIL                             | SPA                             | LMS                             | COA                             | FUJ                             | SHA                             | BHR                             | SÃO                             |                                 | 18      | 16     | [ 2 ]  |
| 2014      | AF Corse         | LMGTE Am  | Ferrari 458 Italia GT2 | Ferrari 4.5 L V8       | –                               | –                               | –                               | –                               | –                               | –                               | 7                               | 6                               |                                 | 18      | 16     | [ 2 ]  |
| 2016      | AF Corse         | LMGTE Pro | Ferrari 488 GTE        | Ferrari 3.9 L Turbo V8 | SIL                             | SPA                             | LMS                             | NÜR                             | MEX                             | COA                             | FUJ                             | SHA                             | BHR                             | 27      | 1      | [ 3 ]  |
| 2016      | AF Corse         | LMGTE Pro | Ferrari 488 GTE        | Ferrari 3.9 L Turbo V8 | –                               | –                               | NU                              | –                               | –                               | –                               | –                               | –                               | –                               | 27      | 1      | [ 3 ]  |
| 2017      | AF Corse         | LMGTE Pro | Ferrari 488 GTE        | Ferrari 3.9 L Turbo V8 | SIL                             | SPA                             | LMS                             | NÜR                             | MEX                             | COA                             | FUJ                             | SHA                             | BHR                             | 1       | 153    | [ 4 ]  |
| 2017      | AF Corse         | LMGTE Pro | Ferrari 488 GTE        | Ferrari 3.9 L Turbo V8 | 2                               | 2                               | 14                              | 1                               | 6                               | 1                               | 1                               | 3                               | 2                               | 1       | 153    | [ 4 ]  |
| 2018/2019 | AF Corse         | LMGTE Pro | Ferrari 488 GTE Evo    | Ferrari 3.9 L Turbo V8 | SPA                             | LMS                             | SIL                             | FUJ                             | SHA                             | SEB                             | SPA                             | LMS                             |                                 | 2       | 136,5  | [ 5 ]  |
| 2018/2019 | AF Corse         | LMGTE Pro | Ferrari 488 GTE Evo    | Ferrari 3.9 L Turbo V8 | 15                              | 4                               | 1                               | 4                               | 5                               | 4                               | 2                               | 1                               |                                 | 2       | 136,5  | [ 5 ]  |
| 2019/2020 | AF Corse         | LMGTE Pro | Ferrari 488 GTE Evo    | Ferrari 3.9 L Turbo V8 | SIL                             | FUJ                             | SHA                             | BHR                             | LSL                             | SPA                             | LMS                             | BHR                             |                                 | 6       | 131    | [ 6 ]  |
| 2019/2020 | AF Corse         | LMGTE Pro | Ferrari 488 GTE Evo    | Ferrari 3.9 L Turbo V8 | 4                               | 4                               | 1                               | 4                               | 3                               | 4                               | 2                               | –                               |                                 | 6       | 131    | [ 6 ]  |
| 2021      | AF Corse         | LMGTE Pro | Ferrari 488 GTE Evo    | Ferrari 3.9 L Turbo V8 | SPA                             | POR                             | MON                             | LMS                             | BHR                             | BHR                             |                                 |                                 |                                 | 1       | 177    | [ 7 ]  |
| 2021      | AF Corse         | LMGTE Pro | Ferrari 488 GTE Evo    | Ferrari 3.9 L Turbo V8 | 2                               | 1                               | 2                               | 1                               | 3                               | 1                               |                                 |                                 |                                 | 1       | 177    | [ 7 ]  |
| 2022      | AF Corse         | LMGTE Pro | Ferrari 488 GTE Evo    | Ferrari 3.9 L Turbo V8 | SEB                             | SPA                             | LMS                             | MON                             | FUJ                             | BHR                             |                                 |                                 |                                 | 1       | 135    | [ 8 ]  |
| 2022      | AF Corse         | LMGTE Pro | Ferrari 488 GTE Evo    | Ferrari 3.9 L Turbo V8 | 4                               | 1                               | 2                               | 3                               | 1                               | 5                               |                                 |                                 |                                 | 1       | 135    | [ 8 ]  |
| 2023      | Ferrari AF Corse | Hypercar  | Ferrari 499P           | Ferrari 3.0 L Turbo V6 | SEB                             | POR                             | SPA                             | LMS                             | MON                             | FUJ                             | BHR                             |                                 |                                 | 3*      | 102*   | [ 9 ]  |
| 2023      | Ferrari AF Corse | Hypercar  | Ferrari 499P           | Ferrari 3.0 L Turbo V6 | 7                               | 6                               | 3                               | 1                               | 5                               | 5                               |                                 |                                 |                                 | 3*      | 102*   | [ 9 ]  |

### 24h Le Mans
| Rok  | Zespół           | Partnerzy                       | Samochód            | Klasa     | Okr. | Poz. og. | Poz. kl. | Źródło |
| ---- | ---------------- | ------------------------------- | ------------------- | --------- | ---- | -------- | -------- | ------ |
| 2016 | AF Corse         | Gianmaria Bruni James Calado    | Ferrari 488 GTE     | LMGTE Pro | 179  | NU       | NU       | [ 10 ] |
| 2017 | AF Corse         | James Calado Michele Rugolo     | Ferrari 488 GTE     | LMGTE Pro | 312  | 46       | 11       | [ 11 ] |
| 2018 | AF Corse         | James Calado Daniel Serra       | Ferrari 488 GTE Evo | LMGTE Pro | 339  | 22       | 7        | [ 12 ] |
| 2019 | AF Corse         | James Calado Daniel Serra       | Ferrari 488 GTE Evo | LMGTE Pro | 342  | 20       | 1        | [ 13 ] |
| 2020 | AF Corse         | James Calado Daniel Serra       | Ferrari 488 GTE Evo | LMGTE Pro | 346  | 21       | 2        | [ 14 ] |
| 2021 | AF Corse         | James Calado Côme Ledogar       | Ferrari 488 GTE Evo | LMGTE Pro | 345  | 20       | 1        | [ 15 ] |
| 2022 | AF Corse         | James Calado Daniel Serra       | Ferrari 488 GTE Evo | LMGTE Pro | 350  | 29       | 2        | [ 16 ] |
| 2023 | Ferrari AF Corse | James Calado Antonio Giovinazzi | Ferrari 499P        | Hypercar  | 342  | 1        | 1        | [ 17 ] |